# Rafael Palau i March
Rafael Palau i March (Mataró, 22 de juliol del 1810 - la Garriga, 20 de setembre de 1890) va ser un organista i compositor català del segle xix. Va ser escolà de Montserrat, monjo i posteriorment mestre de capella. Durant el seu exili a França va ser organista de la seu de Montpeller, guanyant una gran fama gràcies a les seves improvisacions. Al seu retorn a Montserrat va ser mestre de l'escolania, inicialment com ajudant de Jacint Boada. Als seus últims anys es va establir a Granollers, on treballà com a organista. També interpretava l'orgue a Caldes de Montbui. Durant la seva vida va compondre nombroses obres, tant religioses com profanes. Entre les seves composicions trobem misses, motets, simfonies, himnes, goigs i fugues. La seva música va estar clarament marcada pels seus mestres, i tenia un tall clàssic i tradicional.

### Infantesa i primers anys de carrera
Durant els seus primers 10 anys de vida la seva família es va traslladar a Granollers. A finals de l'any 1820 va ser admès a l'Escolania de Montserrat com a cantaire de la coral. Benet Brell i Jacint Boada van ser els seus tutors musicals al monestir benedictí.
La inestabilitat política causada per la guerra civil entre els partidaris de Ferran VII i els constitucionals, va fer que els monjos decidissin abandonar el monestir al novembre de l'any 1822. Van retornar l'any 1824, reincorporant-se amb ells Rafael Palau. L'any 1826 va començar a demostrar predilecció per l'hàbit, i el 2 de setembre de l'any 1827 va professar oficialment dins la fe benedictina. Va ser nomenat mestre del monestir el 18 de febrer de 1835. El seu estil musical era tremendament semblant al del pare Brell, sent el seu suplent a la docència dels infants de l'escolania. Va destacar també com un gran erudit de les lletres llatines. Donada la situació política del moment, l'any 1836 es va veure obligat a abandonar el monestir, com l'enorme majoria del clergat. El seu període com a mestre a Montserrat va ser molt curt.

### Exili a França i retorn a Montserrat
Pel clima polític i la poca possibilitat de trobar una feina estable a Catalunya, Rafael Palau es va exiliar voluntàriament a França després d'abandonar Montserrat. Es va presentar a les oposicions d'organista a Montpeller, guanyant la plaça davant d'altres 29 opositors. Les seves improvisacions organístiques li van atorgar una gran fama a la zona de forma sobtada. El reconeixement va ser tal que personalitats de renom, com ara el virtuós Sigismund Thalberg, assistien a escoltar les seves interpretacions.
Una vegada el clima polític va permetre que les activitats de culte religiós es poguessin desenvolupar amb mitjana normalitat, al voltant de 1844, Palau va tornar a ingressar al monestir de Montserrat. Va ajudar a Jacint Boada, el seu antic mestre, amb la docència i magisteri dels infants de la coral. Un any després va quedar com a únic responsable del magisteri dels nens. Palau és documentat com el nou mestre de l'escolania l'any 1853.

### Últims anys
Poc temps després d'ocupar la seva plaça de mestre a Montserrat, Palau va haver d'abandonar l'abadia per motius de salut. Va traslladar-se a Granollers, on va portar una vida molt modesta com a organista de l'església parroquial de Granollers i de l'església de Caldes de Montbui. Es va retirar al balneari de la Garriga, on va conèixer a Joan Baptista Blancafort. També va mantenir contacte amb el pare Collell, literat de Vic.

## Obra

#### Antífones
- Ave Regina Caelorum, 6V, ac
- Salve Regina, 4V

#### Cantates satíriques
- Adoba cossis i gibrells, 2Co, Orq
- Santi di guixi, inc

#### Goigs
- Goigs a la Mare de Déu del Remei
- Virolai de la Mare de Déu de Montserrat
- 3Virolai

#### Motets
- Esus quem velatum, 2Co, fg, ac
- Genitori, 3V, ac
- In hac mensa, 2Co, Orq
- O Crux 4V, ac
- Rosarios, a 3 i 4V, ac
- Te lucis, 8V, ac
- Tota pulchra, 6V, Orq
- Salve Regina, a 3, 4 i 8V, ac

#### Salms
- Ad Dominum cum tribularer
- Credidi
- Cum invocarem
- Ecce nunc, 4 i 8V, ac
- Et veniat
- Laetatus sum, 6V, ac
- Legem pone
- Levavi oculos meos
- Memor esto verbi tui, 6V
- Qui habitat

#### Altres obres religioses
- 11 Misas, a 3, 4 i 5V, ac
- 6 Nunc dimittis, 6V, ac

#### Altres obres
- 3 simfonies
- 7 sonates